# Frank Pleyer
Frank Pleyer (* 28. Juni 1929 in Haberspirk (Tschechoslowakei); † 3. Januar 2006) war ein deutscher Jazz- und Unterhaltungsmusiker (Orchesterleitung, Arrangements, Komposition).

## Leben und Wirken
Pleyer studierte an der Musikschule in Rothenburg ob der Tauber. Seit 1948 lebte er in München, wo er für den Rundfunk arbeitete und für die Orchester von Max Greger, Hugo Strasser, Erwin Lehn, Willi Stech und Ernst Mosch arrangierte. Seit Mitte der 1950er Jahre leitete er eine Studioband unter eigenem Namen, mit der er Alben wie Tanz-Party oder Cadets Happening veröffentlichte. Mit Mosch schrieb er auch einige volkstümliche Titel, insbesondere für die Original Straßenmusikanten. Zudem leitete er das Radiounterhaltungsorchester Zürich bzw. die DRS Big Band (With Compliments, Frank, 1984).
1970 gründete er einen Musikverlag, 1984 das Schallplattenlabel JMP Records. Er legte auch Produktionen unter den Alias-Namen Bob Kayser, Elmar Steingarden, Joe Fender, Karl Maihofer, Pedro Gonez, Simon Hardenbergh, Toni Zartner und Wiegand Overstaedt vor.

## Lexikalische Einträge
- Jürgen Wölfer: Jazz in Deutschland. Das Lexikon. Alle Musiker und Plattenfirmen von 1920 bis heute. Hannibal, Höfen 2008, ISBN 978-3-85445-274-4.